# Warhammer: Dark Omen
Warhammer: Dark Omen ist ein Echtzeit-Strategiespiel des US-amerikanischen Entwicklers Mindscape und basiert auf der Tabletop-Lizenz Warhammer Fantasy von Games Workshop. Es ist der Nachfolger zu Warhammer: Im Schatten der gehörnten Ratte und wurde im Jahr 1998 von Electronic Arts für Windows und PlayStation veröffentlicht.

## Handlung
Der Spieler übernimmt abermals die Rolle des aus dem Vorgänger bekannten Söldnerführers Morgan Bernhardt von den Grollbringer-Brigaden, der das Imperium vor den Angriffen der Skaven bewahrt hat. Doch der Frieden ist nur von kurzer Dauer, da die Grünhäute – Orks und Goblins – das Reich von Süden aus bedrohen. In deren angestammten Gebieten ist eine neue Macht erstanden, eine Armee von Untoten, die sie in Richtung der Grenzen des Imperiums treibt. Bernhardt erhält von Imperator Karl Franz den Auftrag, diese neue Bedrohung aufzuhalten.
Die Handlung führt von Grenzgrafschaften über Sylvania, Kislev, Bretonia zum Finale in Gruftkönige von Khemri. Der Fortschritt der Handlung wird in Form von Unterhaltungen zwischen den verschiedenen Anführern, bspw. Bernhardt, dem Kaiser und seinen Hofmagier, inszeniert, in denen die Ereignisse kommentiert und die Ziele der nächsten Mission erklärt werden.

## Spielprinzip
Dark Omen besitzt sowohl eine Einzelspielerkampagne mit 20 – im Gegensatz zum Vorgänger linear aufeinanderfolgenden – Missionen, als auch einen Mehrspielermodus für zwei Spieler. Das Spielgeschehen während der Schlachten wird mit Hilfe einer 3D-Grafikengine aus einer Überblicksperspektive präsentiert. Die Kamera kann frei gedreht werden und besitzt eine Zoomfunktion. Die PlayStation-Fassung unterstützt außerdem die Verwendung der PlayStation-Maus.
Das Spiel arbeitet wie sein Vorgänger ohne Basenbau und einzelne Einheiten. Stattdessen stehen dem Spieler nur eine festgelegte Zahl an Truppentypen zur Verfügung, die sich aus einer Mischung aus mittelalterlich/frühneuzeitlich inspirierten Einheitentypen (Nah- und Fernkämpfer, Kavallerie, Artillerie), Fantasyelementen (Magie, Steampunk) und -figuren (Elfen, Zwerge, Oger usw.) zusammensetzen. Diese gilt es vor Beginn der Schlacht in einer ersten Spielphase strategisch günstig zu positionieren. Die Kontingente können nur als Gesamtverband positioniert und befehligt werden, Aufteilen, Vereinigung mit anderen Truppen oder die direkte Steuerung einzelner Soldaten sind nicht möglich. Die Positionen der gegnerischen Truppen bleibt dem Spieler zu diesem Zeitpunkt allerdings noch verborgen.
Ist die Positionierung abgeschlossen, beginnt die Schlacht und die gegnerischen Truppen betreten das Schlachtfeld. Im Vergleich zu anderen Genrevertretern ist die Spielgeschwindigkeit dabei vergleichsweise langsam. Obwohl in einigen Missionen der Einzelspielerkampagne optionale Aufgaben enthalten sind, ist es in der Regel Aufgabe des Spielers, die gegnerischen Einheiten zu vernichten oder zu vertreiben. Wie in Echtzeit-Strategiespielen üblich, können die Einheiten jederzeit in Marsch gesetzt oder der Befehl zum Angriff gegeben werden. Allerdings spielen auch psychologische Effekte eine Rolle. Ist eine Truppe einem Gegner zahlenmäßig weit unterlegen, erleidet große Verluste oder fällt einem Furchzauber zum Opfer, kann es zur Flucht kommen.
Andererseits kann der Spieler eine bestimmte Einheit durch das Gedrückthalten eines entsprechenden Buttons moralisch unterstützen und damit zusätzlich Stärke verleihen oder eine Flucht beenden, gibt aber solange seine Einflussmöglichkeiten auf den restlichen Verlauf der Schlacht auf. Die Beschaffenheit des Terrain und Positionierungen der Einheiten hat bedeutenden Einfluss auf den Schlachtverlauf. So benötigen Fernkämpfer freie Sicht auf den anzugreifenden Gegner (Line of Sight). Höher gelegene Standorte erweitern dabei diesen Sichtradius. Gebäude und Bäume wiederum können als Sichtschutz oder Deckung vor gegnerischen Attacken genutzt werden und Angriffe in die Flanke oder von hinten setzen dem Gegner stärker zu als Frontalangriffe. Hinzu kommt der Einsatz von magischen Zaubersprüchen, der jedoch an Mana gebunden ist, dass sich nur allmählich durch sogenannte magische Stürme regeneriert.
Truppen, die die Schlacht überstehen, sammeln ähnlich wie in Rollenspielen Erfahrungspunkte, die nach einem Stufenaufstieg die Stärke der gesamten Kompanie erhöhen. Daneben sammelt der Spieler Geld, mit dem er nach der Schlacht verbesserte Ausrüstungsgegenstände für seine Truppen und Ersatz für die gefallenen Soldaten einer Kompanie rekrutieren kann. Werden jedoch alle Soldaten einer Truppe während der Schlacht getötet, steht sie für den gesamten Verlauf des restlichen Spiels nicht mehr zur Verfügung.
Im Mehrspieler-Modus haben beide Spieler die Wahl zwischen der Fraktion des Kaiserreichs, der Grünhäute und der Untoten. Ihnen steht ein begrenztes Geldbudget zur Verfügung, mit dem sie verschiedene Kompanie anheuern können.

## Entwicklung
Das Skript für die Handlung stammt von Drehbuchschreiber Stephen Marley, Komponist des Soundtracks war Mark Knight. Die deutsche Version wurde mit Hilfe der Sprecher Stefan Boje, Lutz Liebelt, Martin Mueller, Peter Schaufler und Gertrude Thoma vertont. Dark Omen unterstützte die erste Generation von 3dfx-Voodoo-Grafikkarten. Die Technik bestand aus einer Mischung aus 3D-Terrain und zweidimensionalen Sprites mit Billboarding.

## Rezeption
Warhammer: Dark Omen erhielt zumeist wohlwollenden Kritiken. Gelobt wurde vor allem seine 3D-Grafik und der Einbau der Rollenspielaspekte. Häufig kritisiert wurde dagegen ein sehr hoher Schwierigkeitsgrad. Elliott Chin vom US-Magazin Computer Gaming World verglich das Spiel hauptsächlich mit Bungies Myth und bemängelte etwa, dass bei zu hohen Verlusten trotz Missionsgewinns ein weiteres Vorankommen langfristig nahezu unmöglich sei. Dem Spiel fehlten außerdem entsprechende Funktionen, wie die Option am Ende einer Mission, diese zu wiederholen. Daneben kritisierte er die Benutzeroberfläche, die zwar Mängel des Vorgängers teilweise behoben habe, aber weiterhin wichtige taktische Informationen wie den Gesundheitszustand einer Einheit nicht wiedergebe. Alex Folkers von der Video Games bemängelte bei der PlayStation-Fassung außerdem, dass sie ohne Maus nervig bis unspielbar sei.

Warhammer: Dark Omen is a good game, and is much better than its predecessor. Its only direct competition right now is Myth, and Dark Omen holds its own with its 3D graphics, deep combat engine, role-playing elements, and story-driven gameplay. If you can stand a more slowly paced real-time game and a steep learning curve, you'll find a redeeming strategy experience in this latest Warhammer offering.

„Warhammer: Dark Omen ist ein gutes Spiel und viel besser als sein Vorgänger. Sein einziger direkter Konkurrent derzeit ist Myth und Dark Omen kann sich behaupten mit seiner 3D-Grafik, der tiefgründigen Kampfmechanik, den Rollenspielelementen und seinem handlungsgetriebenen Spielprinzip. Wenn ihr eher ein langsam getaktetes Echtzeitspiel und eine steile Lernkurve verkraften könnt, dann werdet ihr mit diesem neuesten Warhammer-Angebot eine erfüllende Strategieerfahrung vorfinden.“

„Ich mag Echtzeit-Strategie nicht besonders - Hektik habe ich als Redakteur schon genug. Da kam mir Dark Omen nicht gerade gelegen. Allerdings kann ich dem harten Strategie-Brocken einen gewissen Reiz nicht absprechen - durch die Zwischendialoge bekommen die Heerführer eigene Persönlichkeit und sind nicht nur winzige Pixelhaufen. Dazu kommt noch der knifflige Finanz-Aspekt, da nie genug Geld zur Verfügung zu stehen scheint.“